# 莫達倫
莫達倫（挪威語：Modalen）是挪威韦斯特兰郡的一個市镇，行政中心为莫村。市镇面积为412平方公里，人口数量为388人（2020年），人口密度为每平方公里1人。
莫達倫为挪威人口数量第二少的市镇（人口数量最少的市镇为于特西拉）。